# استریولیتوگرافی

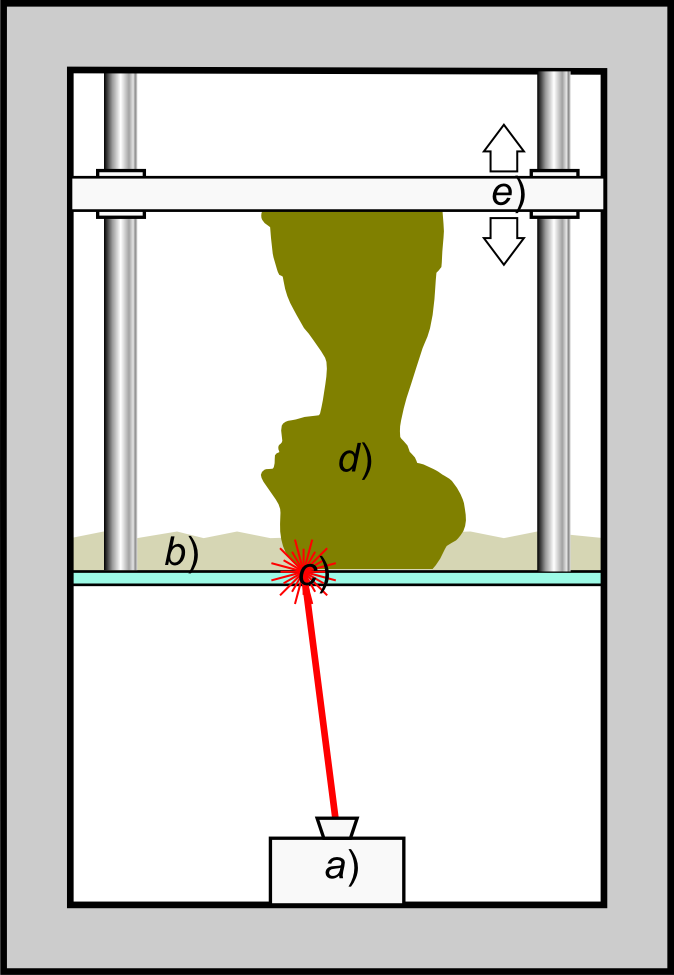
نمایش شماتیک استریولیتوگرافی: یک دستگاه ساطع کننده نور (a) لیزر یا DLP به طور انتخابی کف شفاف(c) یک مخزن(b) پر شده با رزین فتو پلیمریزاسیون مایع را روشن می‌کند. رزین جامد شده(d) به تدریج توسط یک سکوی بالابر به سمت بالا کشیده می شود(e).

استریولیتوگرافی (SLA یا SL؛ همچنین به عنوان ساخت نوری، سنگ‌چاپ سه‌بعدی، انجماد عکس، یا چاپ رزین شناخته می شود.) شکلی از فناوری پرینت سه بعدی است که در صنعت نمونه‌سازی سریع انقلابی به پا کرد و برای ایجاد مدل‌ها، نمونه‌های اولیه، الگوها و قطعات تولید به صورت لایه به لایه با استفاده از فرآیندهای فتوشیمیایی استفاده می‌شود که توسط آن نور، مونومرهای شیمیایی و الیگومرها را به هم پیوند می‌دهد تا پلیمرها را تشکیل دهند. سپس آن پلیمرها بدنه یک جامد سه بعدی را تشکیل می دهند. در این روش مدل بر روی یک سکو یا زیر لایه ایجاد می‌شود. از آنجایی که این روش از اولین تکنولوژیها است بقیه صنایع با آن مقایسه می‌شوند. تحقیقات در این باره در طول دهه 1970 انجام شده بود، اما این اصطلاح توسط چاک هال در سال 1984 ابداع شد، زمانی که او برای ثبت اختراع در مورد این فرآیند درخواست داد؛ که در سال 1986 اعطا شد. استریولیتوگرافی می تواند برای ایجاد نمونه های اولیه برای محصولات در توسعه، مدل های پزشکی و سخت افزار کامپیوتر و همچنین در بسیاری از برنامه های کاربردی دیگر استفاده شود. در حالی که استریولیتوگرافی سریع است و می تواند تقریباً هر طرحی را تولید کند، می تواند گران باشد.

## تاریخچه
استریولیتوگرافی یا چاپ "SLA" یک فناوری چاپ سه بعدی اولیه و پرکاربرد است. در اوایل دهه 1980، هیدئو کوداما، محقق ژاپنی، برای اولین بار رویکرد لایه‌ای مدرن به استریولیتوگرافی را با استفاده از نور فرابنفش برای درمان پلیمرهای حساس به نور ابداع کرد. در سال 1984، درست قبل از اینکه چاک هال حق ثبت اختراع خود را ثبت کند، آلن لو مهوت، اولیویه دو ویت و ژان کلود آندره حق ثبت اختراع را برای فرآیند استریولیتوگرافی به ثبت رساندند. درخواست ثبت اختراع مخترعان فرانسوی توسط شرکت جنرال الکتریک فرانسه (اکنون Alcatel-Alsthom) و CILAS (کنسرسیوم لیزر) کنار گذاشته شد.

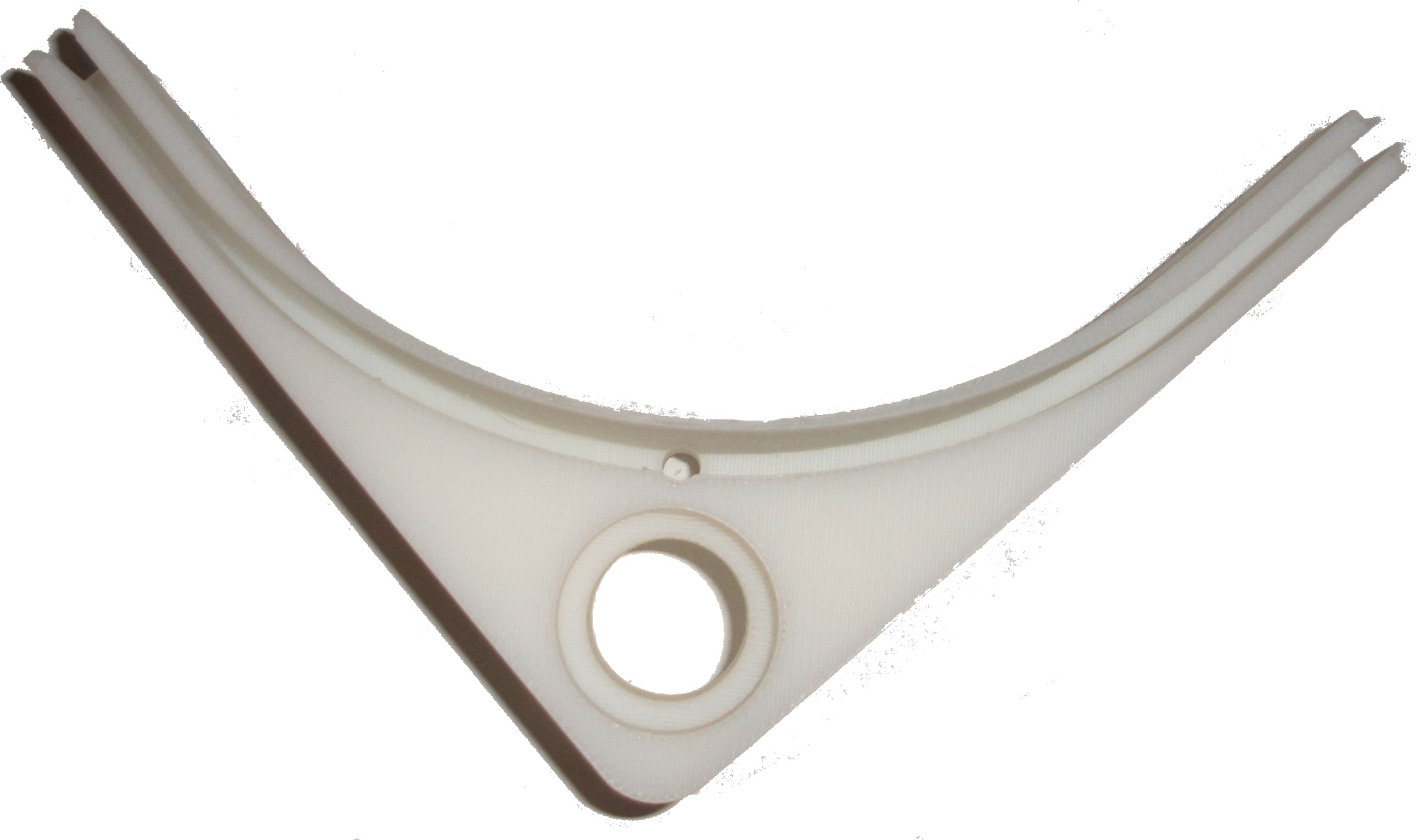
یک قطعه تولید شده به روش SLA

اصطلاح "استریولیتوگرافی" (به یونانی: stereo-solid and lithography) در سال 1984 توسط چاک هال زمانی که او حق اختراع خود را برای این فرآیند ثبت کرد، ابداع شد. هال استریولیتوگرافی را به عنوان روشی برای ایجاد اجسام سه بعدی با "چاپ" متوالی لایه های نازک یک شی با استفاده از یک محیط قابل درمان با اشعه ماوراء بنفش، از لایه پایین تا لایه بالایی، به ثبت رساند. حق ثبت اختراع هال یک پرتو متمرکز از نور ماوراء بنفش را توصیف می کند که بر روی سطح یک خمره پر از یک فوتوپلیمر مایع متمرکز شده است. پرتو بر روی سطح فوتوپلیمر مایع متمرکز می شود و هر لایه از جسم سه بعدی مورد نظر را با استفاده از اتصال عرضی (تولید پیوندهای بین مولکولی در پلیمرها) ایجاد می کند. این با این هدف اختراع شد که به مهندسان اجازه دهد تا نمونه های اولیه طرح های خود را به شیوه ای موثرتر ایجاد کنند. پس از اعطای حق ثبت اختراع در سال 1986، هال اولین شرکت چاپ سه بعدی جهان، (3D Systems) را برای تجاری سازی آن تأسیس کرد.

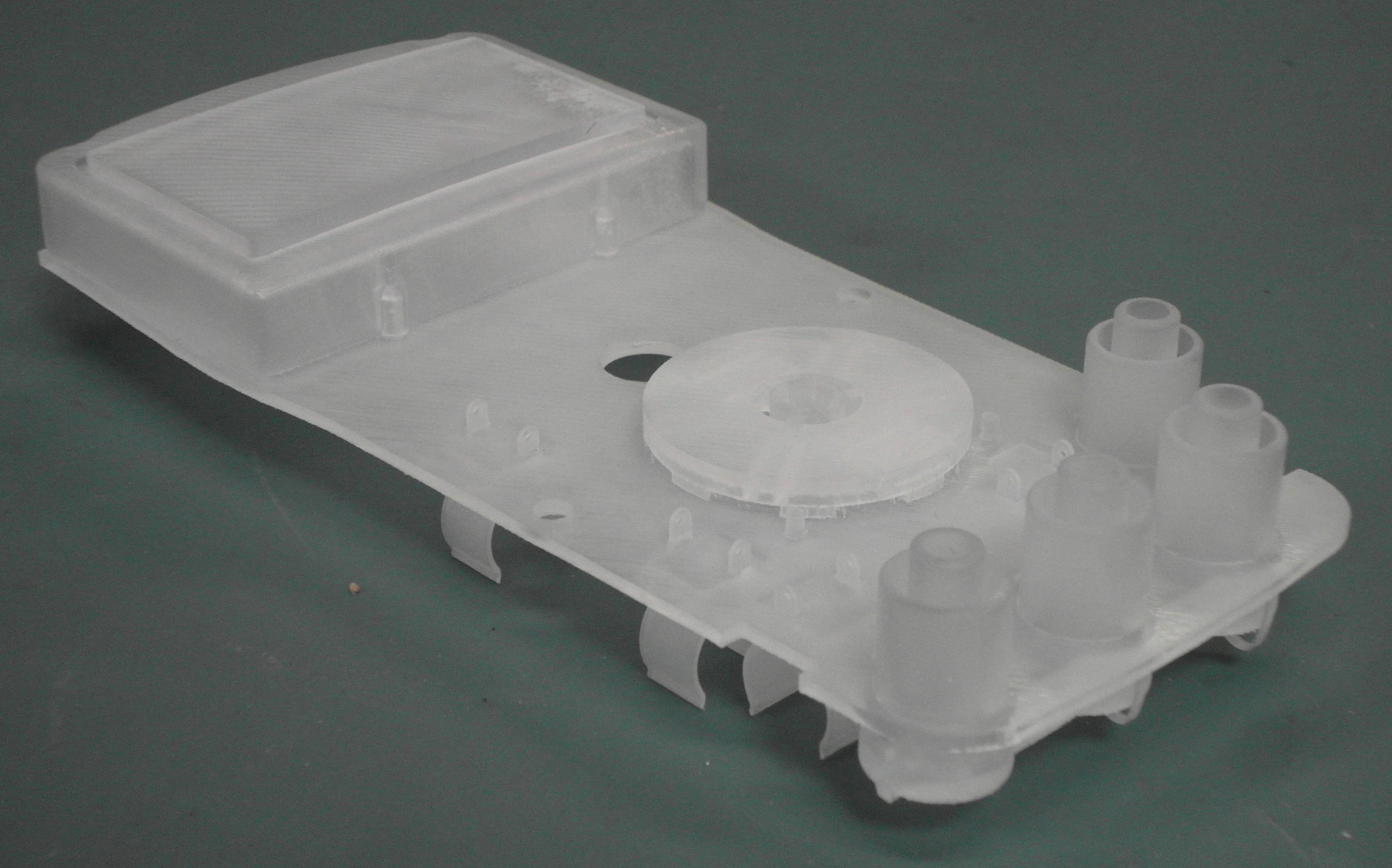
نمونه ای از برد مدار چاپی SLA با اجزای مختلف برای شبیه سازی محصول نهایی.

موفقیت استریولیتوگرافی در صنعت خودکار، به چاپ سه بعدی اجازه داد تا به وضعیت صنعتی دست یابد و این فناوری همچنان به یافتن کاربردهای نوآورانه در بسیاری از زمینه های مطالعاتی ادامه می دهد. تلاش‌هایی برای ساخت مدل‌های ریاضی فرآیندهای استریولیتوگرافی و طراحی الگوریتم‌هایی برای تعیین اینکه آیا یک شی پیشنهادی ممکن است با استفاده از چاپ سه‌بعدی ساخته شود، انجام شده است.

## تکنولوژی

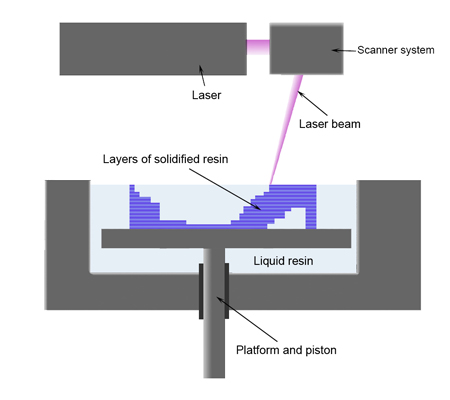
روش ساخت یک قطعه در لیتوگرافی سه‌بعدی.

استریولیتوگرافی یک فرآیند تولید افزودنی است که در رایج‌ترین شکل آن، با متمرکز کردن لیزر فرابنفش (UV) بر روی مخزن رزین فوتوپلیمر کار می‌کند. با کمک نرم افزار تولید به کمک کامپیوتر یا طراحی به کمک کامپیوتر (CAM/CAD)، لیزر UV برای ترسیم طرح یا شکل از پیش برنامه ریزی شده روی سطح محفظه فتوپلیمری استفاده می شود. فتوپلیمرها به نور فرابنفش حساس هستند، بنابراین رزین از نظر فتوشیمیایی جامد می شود و یک لایه واحد از شی 3 بعدی مورد نظر را تشکیل می دهد. سپس، سکوی ساخت یک لایه پایین می‌آورد و تیغه‌ای بالای مخزن را دوباره با رزین می‌پوشاند. این فرآیند برای هر لایه از طرح تکرار می شود تا شی 3 بعدی کامل شود. قطعات تکمیل شده باید با یک حلال شسته شوند تا رزین مرطوب از سطوح آنها پاک شود.
همچنین می‌توان اشیاء را از پایین به بالا با استفاده از خمره‌ای با ته شفاف و متمرکز کردن لیزر UV یا پلیمریزاسیون آبی تیره به سمت بالا از طریق کف مخزن چاپ کرد. یک دستگاه استریولیتوگرافی معکوس با پایین آوردن سکوی ساخت تا لمس کف مخزن پر از رزین، چاپ را شروع می کند، سپس به سمت ارتفاع یک لایه حرکت می کند. لیزر UV سپس پایین ترین لایه قسمت مورد نظر را از طریق ته شیشه شفاف را به شکل دلخواه در می‌آورد. سپس خمره "تکان می خورد"، خم می شود و ته دیگ از فتوپلیمر سخت شده جدا می شود. مواد سخت شده از کف مخزن جدا می شود و به سکوی ساخت بالارونده متصل می ماند و فوتوپلیمر مایع جدید از لبه های قسمت نیمه ساخته شده به داخل جریان می یابد. سپس لیزر UV لایه دوم از پایین را می نویسد و فرآیند را تکرار می کند. مزیت این حالت از پایین به بالا این است که حجم ساخت می تواند بسیار بزرگتر از خود vat باشد و فقط فوتوپلیمر کافی برای نگه داشتن ته دیگ ساختمانی به طور مداوم از فتوپلیمر لازم است.
استریولیتوگرافی به استفاده از ساختارهای نگهدارنده ای نیاز دارد که به سکوی آسانسور متصل می شوند تا از انحراف ناشی از گرانش جلوگیری کنند، در برابر فشار جانبی تیغه پر از رزین مقاومت کنند، یا بخش های جدید ایجاد شده را در حین "تکان دادن vat" چاپ، از پایین به بالا حفظ کنند. پشتیبانی ها معمولاً به طور خودکار در طول آماده سازی مدل های CAD ایجاد می شوند و همچنین می توانند به صورت دستی ساخته شوند. در هر صورت، پس از چاپ، تکیه گاه ها باید به صورت دستی برداشته شوند.
اشکال دیگر استریولیتوگرافی هر لایه را با پوشش LCD یا با استفاده از پروژکتور DLP می‌سازند.

## مواد
مواد مایع مورد استفاده برای چاپ SLA معمولاً به عنوان "رزین" شناخته می شوند و پلیمرهای ترموست هستند. طیف گسترده ای از رزین ها به صورت تجاری در دسترس هستند و همچنین می توان از رزین های خانگی برای آزمایش ترکیبات مختلف استفاده کرد. خواص مواد با توجه به تنظیمات فرمولاسیون متفاوت است: "مواد می توانند نرم یا سخت، به شدت پر از مواد ثانویه مانند شیشه و سرامیک، یا آغشته به خواص مکانیکی مانند دمای انحراف حرارتی بالا یا مقاومت در برابر ضربه باشند". اخیراً، برخی مطالعات امکان استفاده از مواد سبز یا قابل استفاده مجدد را برای تولید رزین‌های «پایدار» آزمایش کرده‌اند. رزین ها را می توان در دسته های زیر طبقه بندی کرد:
- رزین های استاندارد، برای نمونه سازی عمومی
- رزین های مهندسی، برای خواص مکانیکی و حرارتی خاص
- رزین های دندانی و پزشکی، برای گواهی های زیست سازگاری
- رزین های ریخته گری، برای خاکستر صفر پس از فرسودگی
- رزین های بیومتریال، به صورت محلول های آبی پلیمرهای مصنوعی مانند پلی اتیلن گلیکول یا پلیمرهای بیولوژیکی مانند ژلاتین، دکستران یا اسید هیالورونیک فرموله می شوند.

## کاربردها

### مدل سازی پزشکی

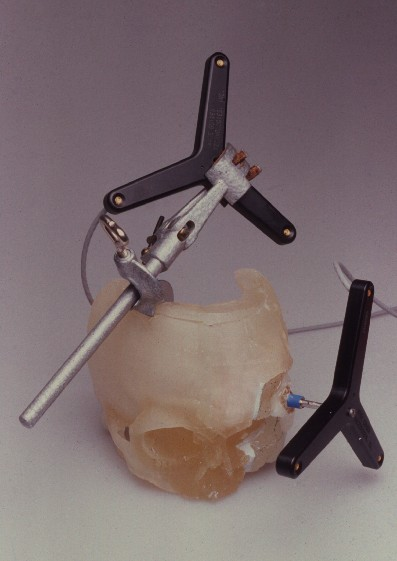
مدل استریولیتوگرافی جمجمه

مدل‌های استریولیتوگرافی از دهه 1990 در پزشکی برای ایجاد مدل‌های سه‌بعدی دقیق از مناطق مختلف تشریحی بیمار، بر اساس داده‌های اسکن‌های کامپیوتری استفاده شده است. مدل‌سازی پزشکی ابتدا شامل CT، MRI یا اسکن‌های دیگر می‌شود. این داده ها شامل مجموعه ای از تصاویر مقطعی از آناتومی انسان است. در این تصاویر بافت های مختلف به صورت سطوح مختلف خاکستری نشان داده می شوند. انتخاب محدوده ای از مقادیر خاکستری، بافت های خاصی را قادر می سازد تا جدا شوند. سپس یک منطقه مورد علاقه انتخاب می شود و تمام پیکسل های متصل به نقطه هدف در محدوده مقدار خاکستری انتخاب می شوند. این امکان انتخاب یک اندام خاص را فراهم می کند. این فرآیند به عنوان بخش بندی نامیده می شود. سپس داده های قطعه بندی شده ممکن است به قالبی مناسب برای استریولیتوگرافی ترجمه شوند. در حالی که استریولیتوگرافی به طور معمول دقیق است، دقت یک مدل پزشکی به عوامل زیادی بستگی دارد، به ویژه اپراتور که قطعه بندی را به درستی انجام می دهد. خطاهای بالقوه ای در هنگام ساخت مدل های پزشکی با استفاده از استریولیتوگرافی وجود دارد، اما با تمرین و اپراتورهای آموزش دیده می توان از آنها جلوگیری کرد.
مدل های استریولیتوگرافی به عنوان کمکی برای تشخیص، برنامه ریزی قبل از عمل و طراحی و ساخت ایمپلنت استفاده می شود. برای مثال، این ممکن است شامل برنامه ریزی و تمرین استئوتومی باشد. جراحان از مدل‌هایی برای کمک به برنامه‌ریزی جراحی استفاده می‌کنند؛ اما متخصصان پروتز و فن‌آوران نیز از مدل‌ها به عنوان کمکی برای طراحی و ساخت ایمپلنت‌های سفارشی استفاده می‌کنند. برای مثال، مدل‌های پزشکی ایجاد شده از طریق استریولیتوگرافی می‌توانند برای کمک به ساخت صفحات کرانیوپلاستی استفاده شوند.
در سال 2019، دانشمندان دانشگاه رایس مقاله‌ای را در مجله Science منتشر کردند که در آن مواد هیدروژل نرم برای استریولیتوگرافی مورد استفاده در برنامه‌های تحقیقاتی بیولوژیکی ارائه شد.

### نمونه سازی
استریولیتوگرافی اغلب برای نمونه سازی قطعات استفاده می شود. برای قیمت نسبتاً پایین، استریولیتوگرافی می تواند نمونه های اولیه دقیق، حتی با اشکال نامنظم تولید کند. کسب‌وکارها می‌توانند از این نمونه‌های اولیه برای ارزیابی طراحی محصول خود یا تبلیغات محصول نهایی استفاده کنند.

## مزایا و معایب

### مزایا
یکی از مزایای استریولیتوگرافی سرعت آن است. قطعات کاربردی را می توان در عرض یک روز تولید کرد. مدت زمان تولید یک قطعه به پیچیدگی طراحی و اندازه آن بستگی دارد. زمان چاپ می تواند از ساعت ها تا بیش از یک روز طول بکشد. قطعات چاپ شده SLA، بر خلاف آنهایی که از FFF/FDM به دست آمده اند، ناهمسانگردی قابل توجهی از خود نشان نمی دهند و هیچ الگوی لایه بندی قابل مشاهده ای وجود ندارد. کیفیت سطح، به طور کلی، برتر است. نمونه‌های اولیه و طرح‌هایی که با استریولیتوگرافی ساخته شده‌اند به اندازه کافی قوی هستند که می‌توانند ماشین‌کاری شوند و همچنین می‌توان از آنها برای ساختن الگوهای اصلی برای قالب‌گیری تزریقی یا فرآیندهای مختلف ریخته‌گری فلز استفاده کرد.

### معایب
اگرچه استریولیتوگرافی تقریباً برای تولید هر طرح مصنوعی قابل استفاده است، اغلب پرهزینه است، اگرچه قیمت آن در حال کاهش است. با این حال، از سال 2012، علاقه عمومی به چاپ سه بعدی الهام بخش طراحی چندین ماشین SLA مصرف کننده بوده است که می تواند هزینه بسیار کمتری داشته باشد. با شروع سال 2016، جایگزینی روش‌های SLA و DLP با استفاده از پنل LCD با وضوح بالا و کنتراست بالا، قیمت‌ها را به زیر 200 دلار کاهش داد. لایه ها به طور کامل ایجاد می شوند زیرا کل لایه بر روی صفحه نمایش LCD نمایش داده می شود و با استفاده از LED های UV که در زیر قرار دارند در معرض دید قرار می گیرند. وضوح 0.01 میلی متر قابل دستیابی است. یکی دیگر از معایب این است که فتوپلیمرها چسبناک، نامرتب هستند و باید با احتیاط کار شوند. قطعات تازه ساخته شده باید شسته شوند، بیشتر پخته شوند و خشک شوند. تأثیر زیست محیطی همه این فرآیندها مستلزم مطالعه بیشتر برای درک است، اما به طور کلی فناوری های SLA هیچ گونه رزین زیست تخریب پذیر یا کمپوست پذیری ایجاد نکرده اند، در حالی که سایر روش های چاپ سه بعدی برخی از گزینه های PLA قابل کمپوست را ارائه می دهند. انتخاب مواد در مقایسه با FFF محدود است، که می تواند تقریباً هر ترموپلاستیک را پردازش کند.